# Head Sport
Head Sport GmbH er en østrigsk producent af sportsudstyr med hovedkvarter i Kennelbach, Vorarlberg. Virksomheden har 2.499 ansatte og producerer sportsudstyr til skiløb, snowboarding, svømning, tennis og padel. De ejer mærker som Head, Indigo, Mares, Penn, SSI, Tyrolia og Zoggs.
Head Sport GmbH blev etableret i Baltimore, Maryland i 1950 af flyingeniør Howard Head.